# 陸前横山駅
陸前横山駅（りくぜんよこやまえき）は、宮城県登米市津山町横山字本町（もとまち）にある、東日本旅客鉄道（JR東日本）気仙沼線BRT（バス高速輸送システム）のバス停留所である。元々は同社の気仙沼線の鉄道駅であった。

## 歴史
- 1977年（昭和52年）12月11日：日本国有鉄道（国鉄）気仙沼線の駅として開業[3]。
- 1987年（昭和62年）4月1日：国鉄分割民営化により、JR東日本の駅となる[3]。
- 2011年（平成23年）3月11日：東日本大震災により、営業を休止。
- 2012年（平成24年）8月20日：BRTで仮復旧[4]。駅は国道上に移設。
- 2018年（平成30年）7月1日：バス専用道の延伸に伴い、専用道上に駅を移設[5]。
- 2020年（令和2年）4月1日：柳津駅 - 気仙沼駅間の鉄道事業廃止により、鉄道駅としては廃駅となる[6][7]。

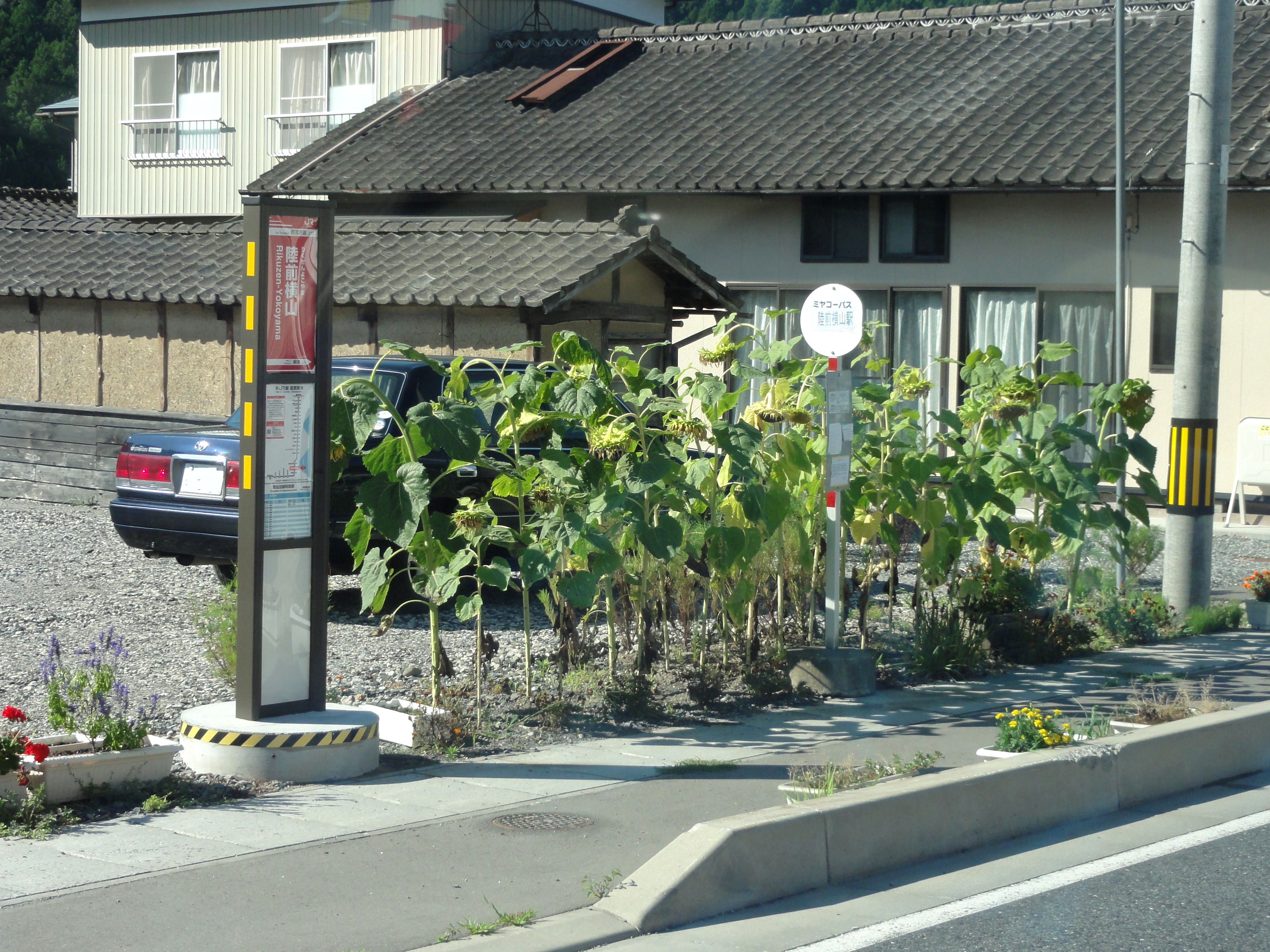
一般道上に設置されていた時代のBRTのりば（2012年9月）

## 駅構造
鉄道ホームと線路を撤去した専用道上にBRT用の駅舎が整備されており、構内は2車線となっている。

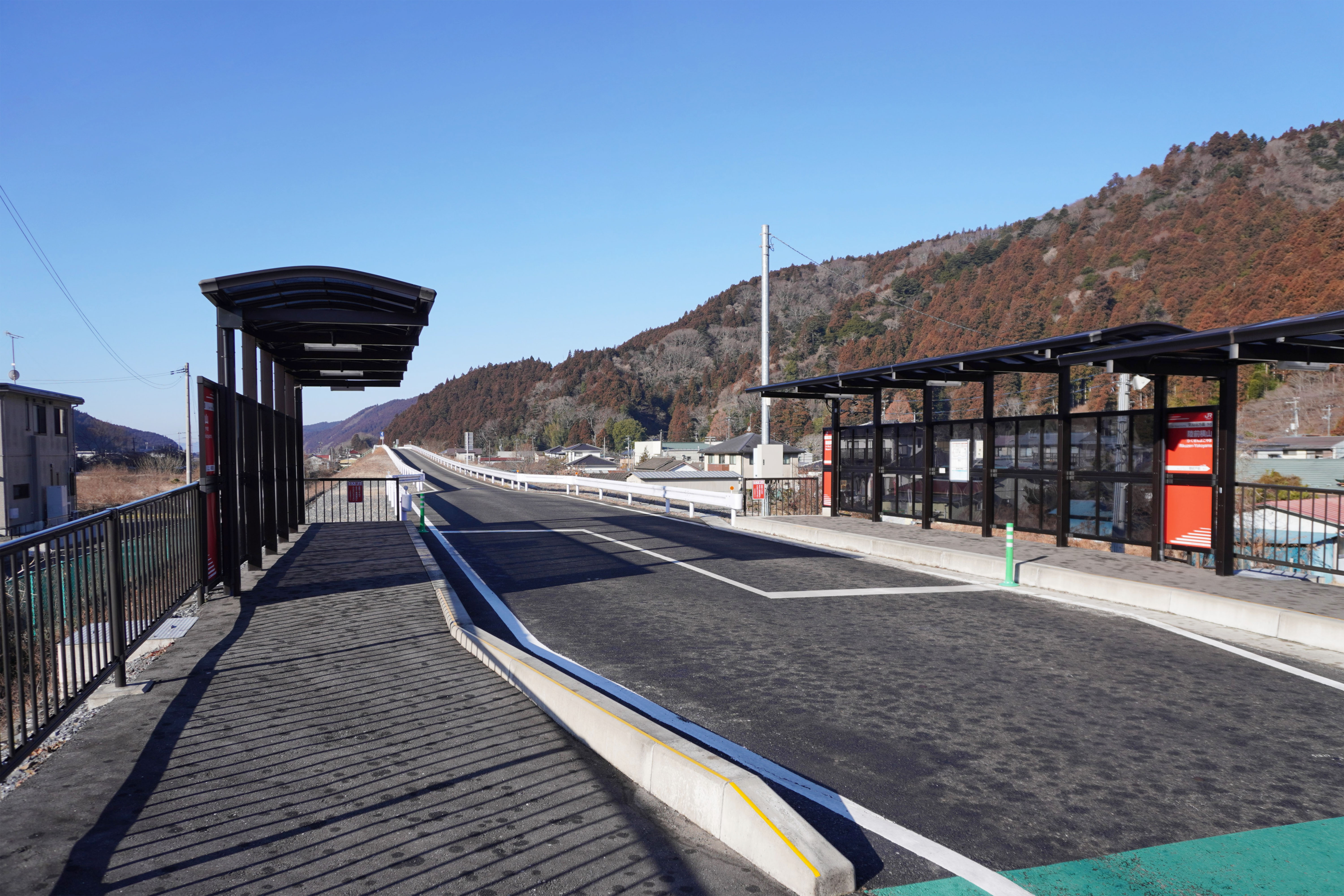
BRTのりば（2024年2月）

### 旧鉄道駅
震災発生前は盛土上に単式ホーム1面1線を有する地上駅で、石巻駅管理の無人駅であった。

## 利用状況
JR東日本によると、2023年度（令和5年度）の1日平均乗車人員は2人である。
2013年度（平成25年度）以降の推移は以下のとおりである。
| 乗車人員推移       | 乗車人員推移     | 乗車人員推移    |
| 年度               | 1日平均 乗車人員 | 出典            |
| ------------------ | ---------------- | --------------- |
| 2013年（平成25年） | 4                | [ 利用客数 2 ]  |
| 2014年（平成26年） | 2                | [ 利用客数 3 ]  |
| 2015年（平成27年） | 2                | [ 利用客数 4 ]  |
| 2016年（平成28年） | 4                | [ 利用客数 5 ]  |
| 2017年（平成29年） | 3                | [ 利用客数 6 ]  |
| 2018年（平成30年） | 4                | [ 利用客数 7 ]  |
| 2019年（令和元年） | 2                | [ 利用客数 8 ]  |
| 2020年（令和02年） | 2                | [ 利用客数 9 ]  |
| 2021年（令和03年） | 5                | [ 利用客数 10 ] |
| 2022年（令和04年） | 2                | [ 利用客数 11 ] |
| 2023年（令和05年） | 2                | [ 利用客数 1 ]  |

## 駅周辺
- 登米市役所 津山総合支所横山出張所
- 登米市立横山小学校
- 横山郵便局
- 登米警察署横山駐在所
- 横山不動尊
- 上の山遊歩道 - 横山不動尊奥の院および横山出羽三山祠、宇南の銀杏の木。約4キロメートル。
- 大徳寺
- 登米市民バス津山線「津山公民館前」バス停
- 国道45号

## 隣の停留所
東日本旅客鉄道（JR東日本）
■気仙沼線BRT
柳津駅 - 陸前横山駅 - 陸前戸倉駅
- 鉄道時代の隣の駅も上記と同様であった。

### 記事本文
1. 1 2 3  「駅の情報（陸前横山駅）：JR東日本」東日本旅客鉄道。2024年12月30日閲覧。
2. 1 2 3 4  『週刊 JR全駅・全車両基地』 56号 新庄駅・気仙沼駅・鳴子温泉駅ほか80駅、朝日新聞出版〈週刊朝日百科〉、2013年9月15日、23頁。
3. 1 2 3  石野哲（編）『停車場変遷大事典 国鉄・JR編 Ⅱ』（初版）JTB、1998年10月1日、483頁。ISBN 978-4-533-02980-6。
4. ↑  「気仙沼線における暫定的なサービス提供開始について (PDF)」（プレスリリース）、東日本旅客鉄道仙台支社／東日本旅客鉄道盛岡支社、2012年7月18日。2015年7月12日時点のオリジナル (PDF)よりアーカイブ。2024年12月30日閲覧。
5. ↑  「気仙沼線BRTダイヤ改正について (PDF)」（プレスリリース）、東日本旅客鉄道仙台支社／東日本旅客鉄道盛岡支社、2018年6月8日。2018年6月12日時点のオリジナル (PDF)よりアーカイブ。2024年12月30日閲覧。
6. ↑  「気仙沼線（柳津～気仙沼間）及び大船渡線（気仙沼～盛間）における鉄道事業の廃止の日の繰上げの届出について (PDF)」（プレスリリース）、東日本旅客鉄道、2020年1月31日。2020年2月6日閲覧。
7. ↑  「鉄道事業の廃止の届出に係る廃止の日の繰上げについて (PDF)」（プレスリリース）、国土交通省東北運輸局、2020年1月29日。2020年2月1日時点のオリジナル (PDF)よりアーカイブ。2020年2月6日閲覧。

### 利用状況
1. 1 2  「BRT駅別乗車人員（2023年度）| 企業サイト：JR東日本」東日本旅客鉄道。2025年7月29日閲覧。
2. ↑  「BRT駅別乗車人員（2013年度）：JR東日本」東日本旅客鉄道。2025年7月29日閲覧。
3. ↑  「BRT駅別乗車人員（2014年度）：JR東日本」東日本旅客鉄道。2025年7月29日閲覧。
4. ↑  「BRT駅別乗車人員（2015年度）：JR東日本」東日本旅客鉄道。2025年7月29日閲覧。
5. ↑  「BRT駅別乗車人員（2016年度）：JR東日本」東日本旅客鉄道。2025年7月29日閲覧。
6. ↑  「BRT駅別乗車人員（2017年度）：JR東日本」東日本旅客鉄道。2025年7月29日閲覧。
7. ↑  「BRT駅別乗車人員（2018年度）：JR東日本」東日本旅客鉄道。2025年7月29日閲覧。
8. ↑  「BRT駅別乗車人員（2019年度）：JR東日本」東日本旅客鉄道。2025年7月29日閲覧。
9. ↑  「BRT駅別乗車人員（2020年度）| 企業サイト：JR東日本」東日本旅客鉄道。2025年7月29日閲覧。
10. ↑  「BRT駅別乗車人員（2021年度）| 企業サイト：JR東日本」東日本旅客鉄道。2025年7月29日閲覧。
11. ↑  「BRT駅別乗車人員（2022年度）| 企業サイト：JR東日本」東日本旅客鉄道。2025年7月29日閲覧。